# Australisch-Belgische betrekkingen
De betrekkingen tussen België en Australië zijn goed te noemen. Beide landen onderhouden nauwe economische banden.
België heeft een ambassade in Canberra en consulaten in Adelaide, Brisbane, Darwin, Hobart, Melbourne, Perth en Sydney. Australië heeft op zijn beurt een ambassade in Etterbeek.

## Landenvergelijking
|                 | België                                                   | Australië (land)                              |
| --------------- | -------------------------------------------------------- | --------------------------------------------- |
| Bevolking       | 11.720.716 (2020)                                        | 25.466.459 (2020)                             |
| Oppervlakte     | 30.528 km²                                               | 7.692.024 km²                                 |
| Dichtheid       | 383,9/km² (2020)                                         | 3,3/km² (2020)                                |
| Hoofdstad       | Brussel                                                  | Canberra                                      |
| Regeringsvorm   | Federale monarchie                                       | Constitutionele monarchie                     |
| Officiële talen | Nederlands, Frans en Duits                               | Engels                                        |
| Religie         | 57,0 % katholiek, 6,0 % moslim, 37,0 % niet godsdienstig | 64,0 % katholiek, 18,7 % niet godsdienstig    |
| BBP             | € 337,745 miljard (€ 32.431 per persoon) (2008)          | € 1,488 biljard (€ 65.477 per persoon) (2011) |

## Geschiedenis
Australië en België hebben goede bilaterale relaties. De Belgisch-Luxemburgse Economische Unie is Australiës 11de grootste investeerder. In 2008 was de totale waarde van de Belgische investeringen in Australië opgelopen tot 19,5 miljard dollar. België en Australië hebben dezelfde meningen over verscheidene internationale beleidsthema's, zoals klimaatverandering en wapenbeheersing. België en Australië zijn partners in de International Security Assistance Force in Afghanistan, en België is lid van de Australia Group on Chemical Weapons. Historisch gezien hebben beide landen ook reeds lange tijd goede banden, aangezien er duizenden Australiërs meevochten in België tijdens de Eerste Wereldoorlog.

## Emigratie
Momenteel wonen er ongeveer 6000 Belgen in Australië.